# 粉末酒精
粉末酒精是酒精与环糊精形成的白色粉末，溶于水后可以得到含酒精的饮料。

## 化学性质
酒精可以被封装在环糊精中，形成干燥的白色粉末。1g环糊精可以吸收0.6g酒精。该技术在1974年在美国被注册为专利。

三种主要类型环糊精的化学结构.

## 商品

### 德国
在德国，有商品名为Subyou的粉末酒精出售，有四种口味，65g包装，与250g水混合可得酒精度为4.8%的酒。该商品的原料是在美国生产的。

### 美国
2014年四月，美国Lipsmark LLC公司宣布推出粉末酒精产品，商标为Palcohol，但美国酒精和烟草税外经贸局随后撤销了该商品的许可，该商品因而下架。